# Hebertistas

Jacques Hébert.

Os hebertistas, também chamados exagerados, eram um grupo político revolucionário radical associado ao jornalista populista Jacques Hébert, membro do clube Cordeliers. Eles chegaram ao poder durante o Reinado do Terror e desempenharam um papel significativo na Revolução Francesa.
Os hebertistas eram partidários fervorosos da descristianização da França e de medidas extremas a serviço do Terror, incluindo a Lei dos Suspeitos promulgada em 1793. Eles favoreciam a intervenção direta do Estado em questões econômicas a fim de garantir o fornecimento adequado de mercadorias, defendendo a requisição nacional de vinho e grãos.
Os líderes foram para a guilhotina em 24 de março de 1794.

## Alcance a popularidade
A ascensão no poder dos hebertistas pode ser amplamente atribuída à popularidade do jornal de Hébert, Le Père Duchesne. Este jornal, que pretendia apresentar as opiniões francas de Père Duchesne, um fabricante de fornos fictício da classe trabalhadora, teve um grande número de seguidores entre os sans-culottes. A distribuição financiada pelo governo de Le Père Duchesne aos exércitos franceses, uma política arranjada pelo Ministro da Guerra hebertista Jean Baptiste Noël Bouchotte em 1793, ampliou o apoio e simpatia pelas ideias hebertistas.
Em 24 de maio de 1793, a recém-nomeada Comissão dos Doze ordenou a prisão de Hébert, que usava Le Père Duchesne para incitar à violência contra membros da facção girondina. O tremendo clamor público e a agitação civil que se seguiram resultaram rapidamente na libertação de Hébert. No entanto, os tumultos continuaram, culminando em uma série de insurreições . Em 31 de maio de 1793, uma grande multidão de agitadores sans-culotte cercou a Convenção Nacional na tentativa de forçar sua adesão às suas demandas, ou seja, a dissolução da Comissão dos Doze, a prisão de uma lista de deputados girondinos, um imposto sobre o ricos e a restrição do sufrágio aos sans-culottes. A Comissão foi abolida, mas em 2 de junho de 1793 as multidões - agora apoiadas pelas forças da Guarda Nacional chefiadas por Hébertista e o recém-nomeado Comandante-Geral François Hanriot - retornaram. Hanriot ameaçou incendiar a Convenção se os deputados girondinos infratores não fossem expulsos. No final das contas, a prisão de 29 girondinos foi decretada, marcando o fim do poder político da facção girondina.
Após o assassinato de Jean-Paul Marat por um simpatizante girondino em julho de 1793, Hébert se posicionou como o sucessor natural de Marat nas afeições daqueles que compartilhavam das crenças ultrarrevolucionárias do morto.  A popularidade dos hebertistas cresceu. Sua influência evidente e cada vez mais desestabilizadora perturbava muitos políticos revolucionários menos radicais, incluindo figuras importantes de Montagnard, como Georges Danton e Maximilien Robespierre - o último dos quais desaprovava especialmente o ateísmo hebertista.

## Acusações e denúncias
Ao longo de outubro de 1793, várias acusações foram levantadas contra hebertistas proeminentes por Fabre d'Églantine, um amigo e apoiador de Danton. Fabre afirmou ter descoberto um complô estrangeiro no qual Stanislas-Marie Maillard e Anacharsis Cloots, entre outros, estavam implicados como agentes. Isso conseguiu lançar suspeitas sobre a facção hebertista. No entanto, o próprio Fabre foi rapidamente revelado como tendo agido em parte como parte de uma elaborada tentativa de esconder seu próprio envolvimento em um escândalo em torno da liquidação da Companhia Francesa das Índias Orientais e sua credibilidade foi assim diminuída.
Em dezembro de 1793, o jornalista Camille Desmoulins - cujas opiniões políticas há muito estavam alinhadas com as de Danton e Robespierre - começou a publicar um jornal, Le Vieux Cordelier , destinado em parte ao descrédito da facção hebertista. O título da revista fazia alusão ao fato de que o clube Cordeliers, anteriormente uma sociedade revolucionária moderada dominada pelas políticas de Danton, havia sido invadido por hebertistas sans-culotte e seus simpatizantes. Desmoulins atacou Hébert por trazer a República Francesa em descrédito por meio de seus escritos, alegando que "quando os tiranos da Europa desejaram difamar a República, para fazer seus escravos acreditarem que a França está coberta com as trevas da barbárie, que Paris [...] está povoada de vândalos" , eles reimprimiram Le Père Duchesne.  Ele também zombou de Hébert por ter fingido ser um "homem do povo" e um representante dos sans-culottes - quando na verdade ele lucrou muito com os contratos que seu seguidor Bouchotte havia conseguido para distribuir Le Père Duchesne aos exércitos. Por sua vez, Hébert acusou Desmoulins de hipocrisia, apontando que sua atual oposição à violência e ao extremismo (além de atacar os excessos ultrarrevolucionários, Desmoulins pediu o fim do Terror) contrastava fortemente com seu apoio a tais táticas em um panfleto de 1789, Discours de la lanterne aux Parisiens, que defendia a execução daqueles que se opunham à revolução . A troca vitriólica continuou durante o inverno de 1793-1794, contribuindo para a queda de Desmoulins e Hébert.

## Queda do poder

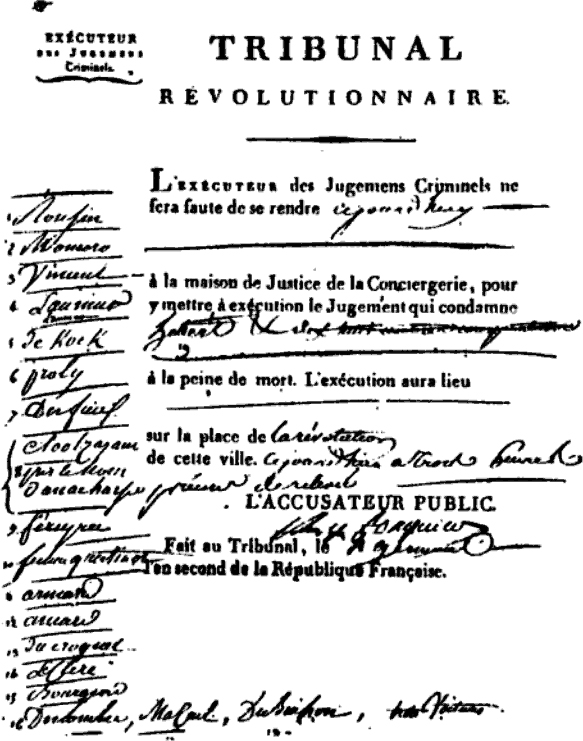
Ordem de execução para os hebertistas publicada pelo Tribunal Revolucionário e assinada pela mão de Antoine Quentin Fouquier-Tinville

Após a retirada de fevereiro de 1794 do deputado hebertista Jean-Baptiste Carrier de Nantes, onde ele havia se envolvido em execuções em massa para suprimir as revoltas Vendéen , os hebertistas tentaram encenar uma revolta popular, na esperança de imitar o que levou à queda do Girondins. Em 4 de março de 1794, Carrier e Hébert velaram o busto da Liberdade no clube Cordeliers, declarando de acordo com o ritual um estado de insurreição. Eles esperavam exigir que a Convenção Nacional expulsasse Robespierre e seus partidários de Montagnard. No entanto, a cidade de Paris não se ergueu e a Comuna de Paris falhou em fornecer apoio militar para o golpe.
Os hebertistas foram denunciados por Louis Antoine de Saint-Just  e Robespierre e os líderes da facção foram presos em 13 de março de 1794. Cerca de vinte deles, incluindo Anacharsis Cloots, Pierre-Ulric Dubuisson, Jean-Baptiste-Joseph Gobel, Jean Conrad de Kock, Antoine-François Momoro, Charles-Philippe Ronsin, François-Nicolas Vincent e o próprio Hébert foram julgados no Tribunal Revolucionário e condenados em 24 de março de 1794. Eles foram para a guilhotina naquela mesma noite. Pierre Gaspard Chaumette seguido alguns dias depois, seguido pela viúva de Hébert.
Outros hebertistas, incluindo Joseph Le Bon, Jean-Baptiste Carrier, François Chabot e François Hanriot, também foram vítimas da guilhotina em várias datas em 1794 e 1795.

## Hébertistas notáveis
| - Jacques-Claude Bernard - Joseph Le Bon - Jean Baptiste Noël Bouchotte - Jean-Baptiste Carrier - François Chabot - Pierre Gaspard Chaumette | - Anacharsis Cloots - Pierre-Ulric Dubuisson - Jean-Baptiste-Joseph Gobel - François Hanriot - Jacques Hébert - Jean Conrad de Kock | - Stanislas-Marie Maillard - Jean-Paul Marat - Antoine-François Momoro - Jacob Pereira - Charles-Philippe Ronsin - François-Nicolas Vincent |

## Galeria

Jacques Hébert
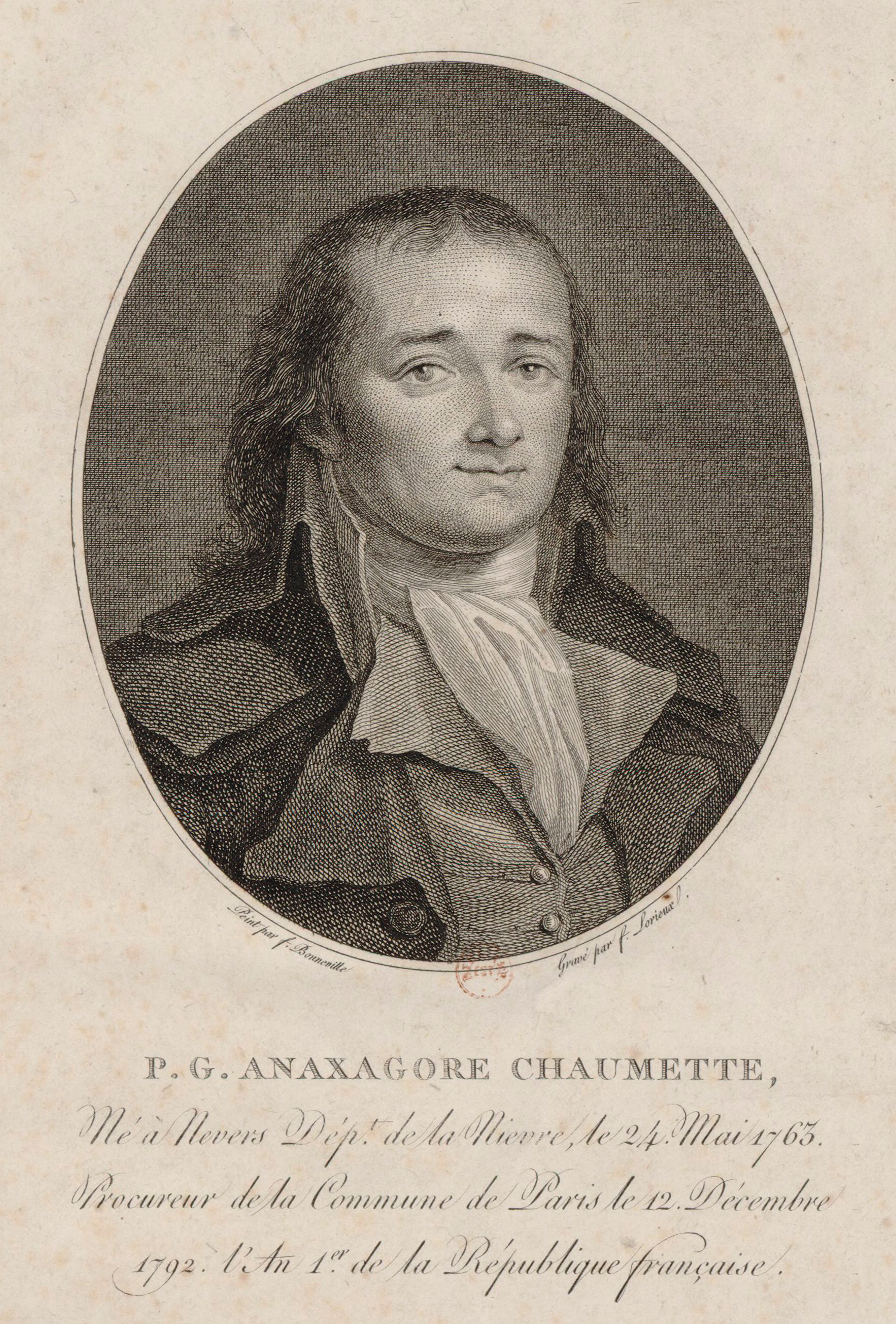
Pierre-Gaspard Chaumette
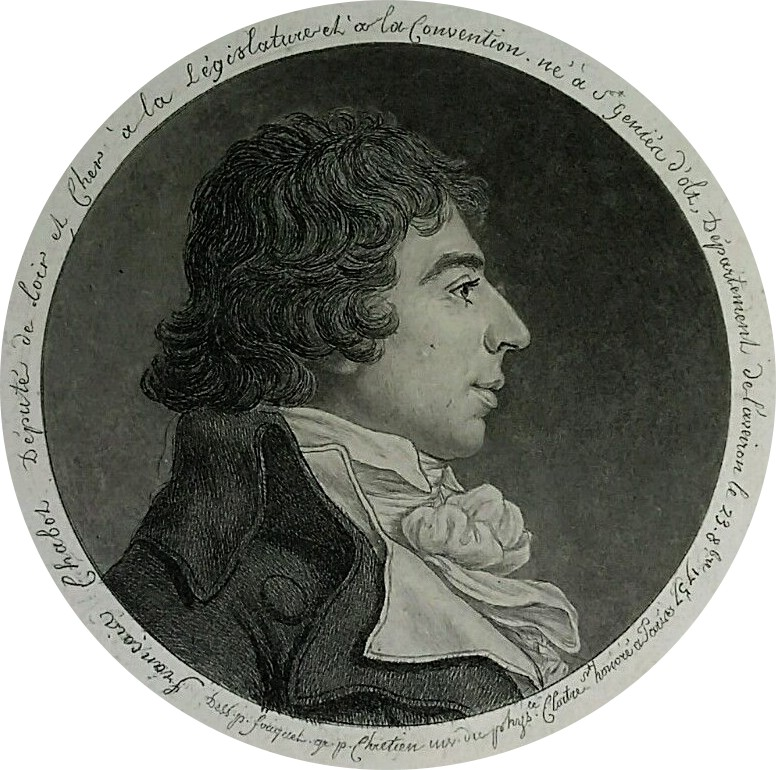
François Chabot
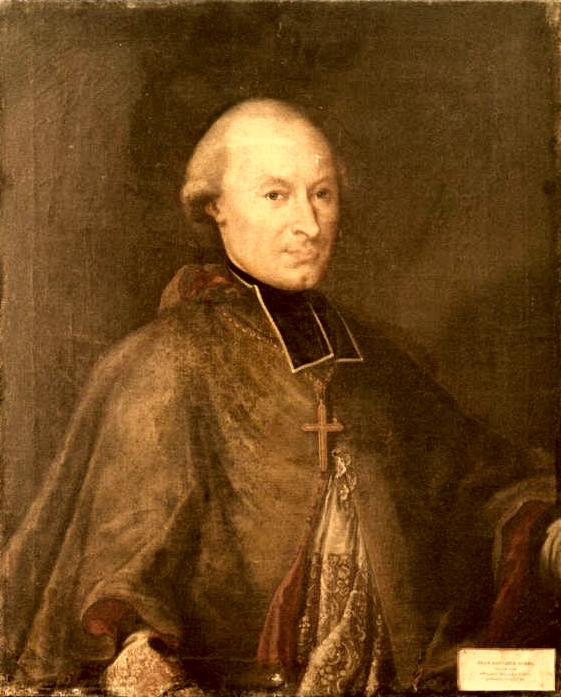
Jean-Baptiste-Joseph Gobel
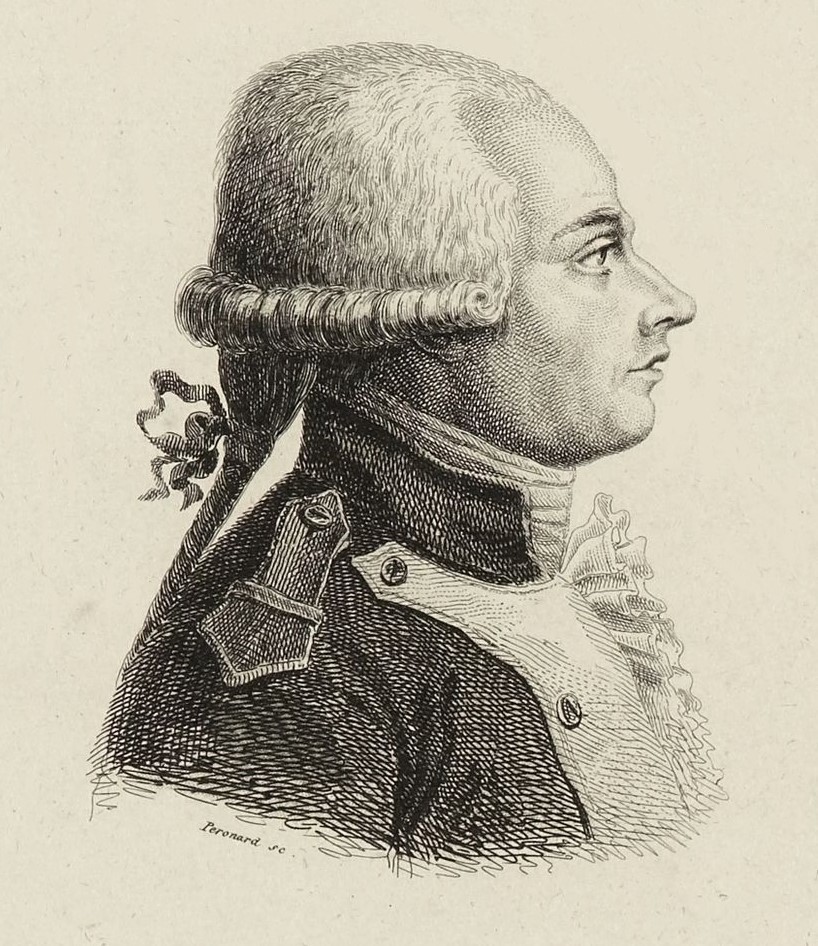
Antoine-François Momoro